# 포드 크라운 빅토리아
포드 크라운 빅토리아(Ford Crown Victoria)는 미국의 대표적인 자동차 회사인 포드 모터 컴퍼니가 생산 및 판매했던 후륜구동 대형 세단이다. 별칭은 크라운 빅(Crown Vic)이다.
2011년에 단종되기까지 미국에서 택시와 경찰차로 많이 이용되는 차종이었으며, 2007년부터 민수 시장에서 판매하지 않고 플릿용으로만 판매했다.
머큐리 그랜드 마퀴스, 링컨 타운카와 플랫폼 및 엔진을 공용했으며, 보디 온 프레임 타입 세단이었다. 2007년부터는 링컨 타운카가 미국 미시간주 윅섬을 떠나 캐나다 온타리오주 사우스월드로 생산지를 옮기면서, 세 차종은 2011년에 단종될 때까지 같은 곳에서 생산했다.

## 전신

### 크라운 빅토리아 (1955~1956)

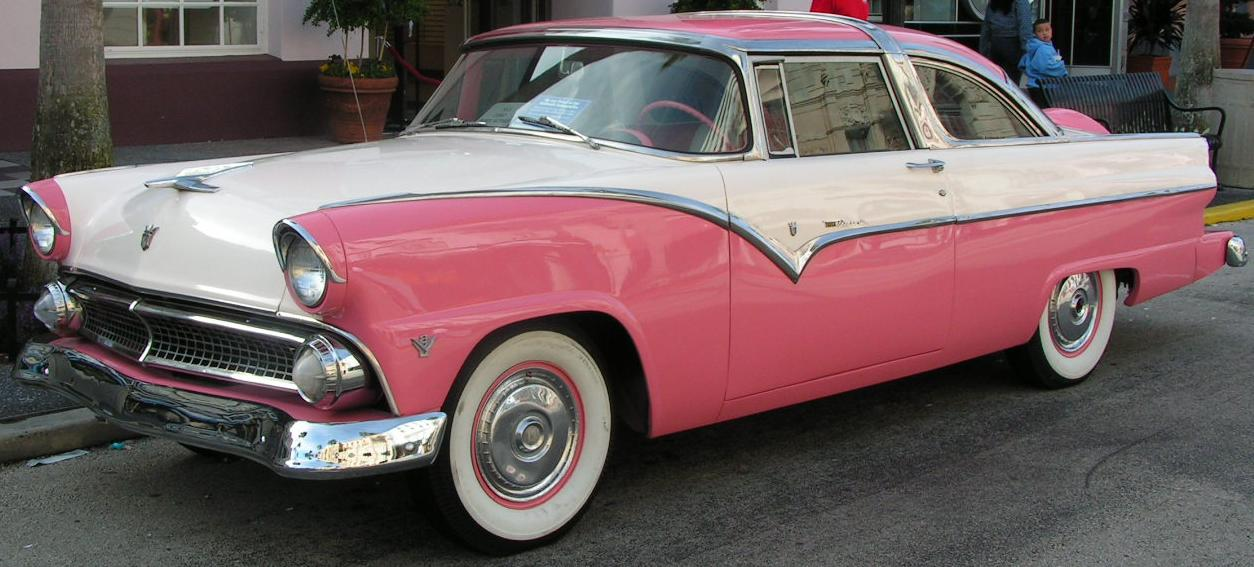
포드 페어레인 크라운 빅토리아 정측면

1956년에 단종되었고, 이후 1957년형 포드로 대체되었다.

## 1세대 (1992~1997)

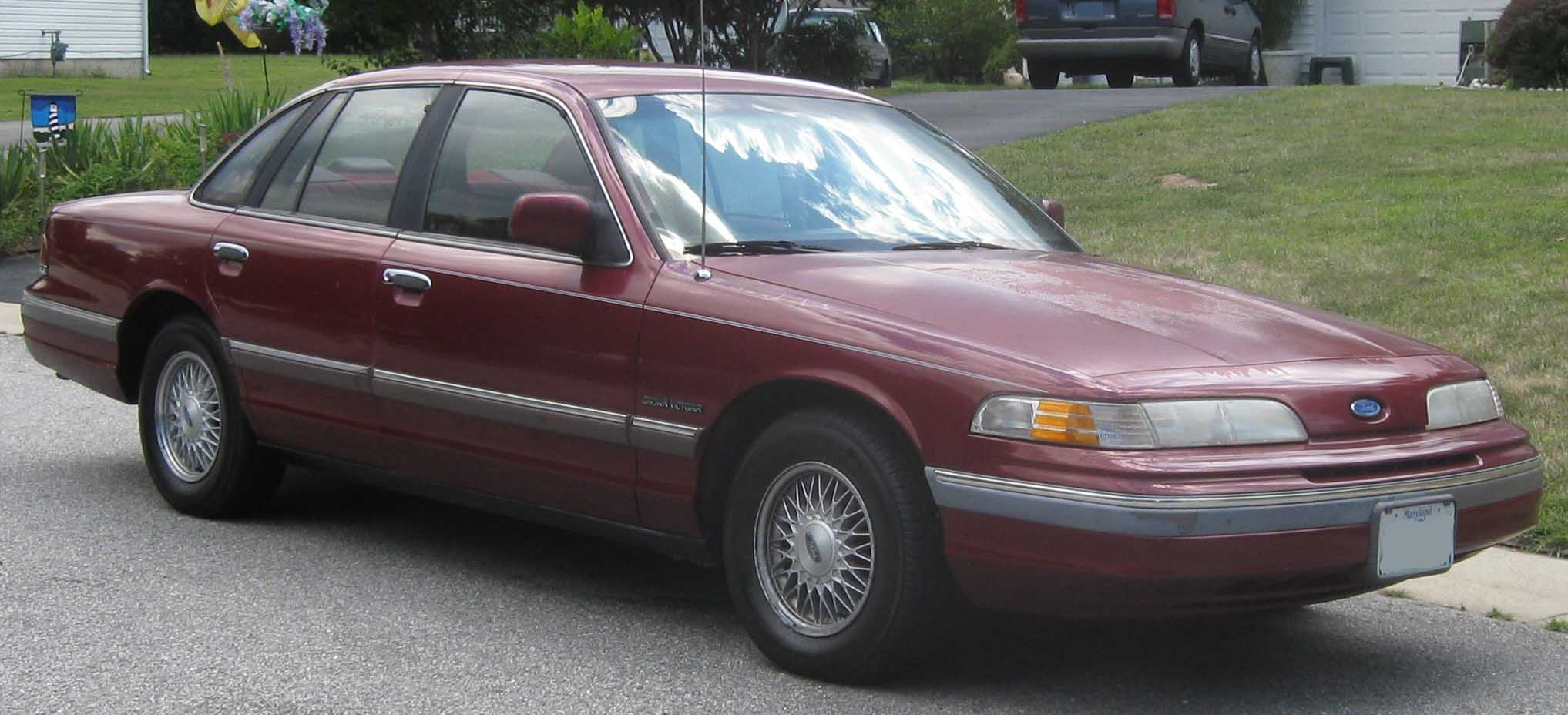
포드 크라운 빅토리아(전기형) 정측면

1991년 1월에 출시된 후 같은 해 3월부터 판매가 시작되었다. 전세대에 쓰였던 LTD라는 서브네임을 버렸다. 1997년 10월에 2세대가 출시되기 전에 단종되었다.

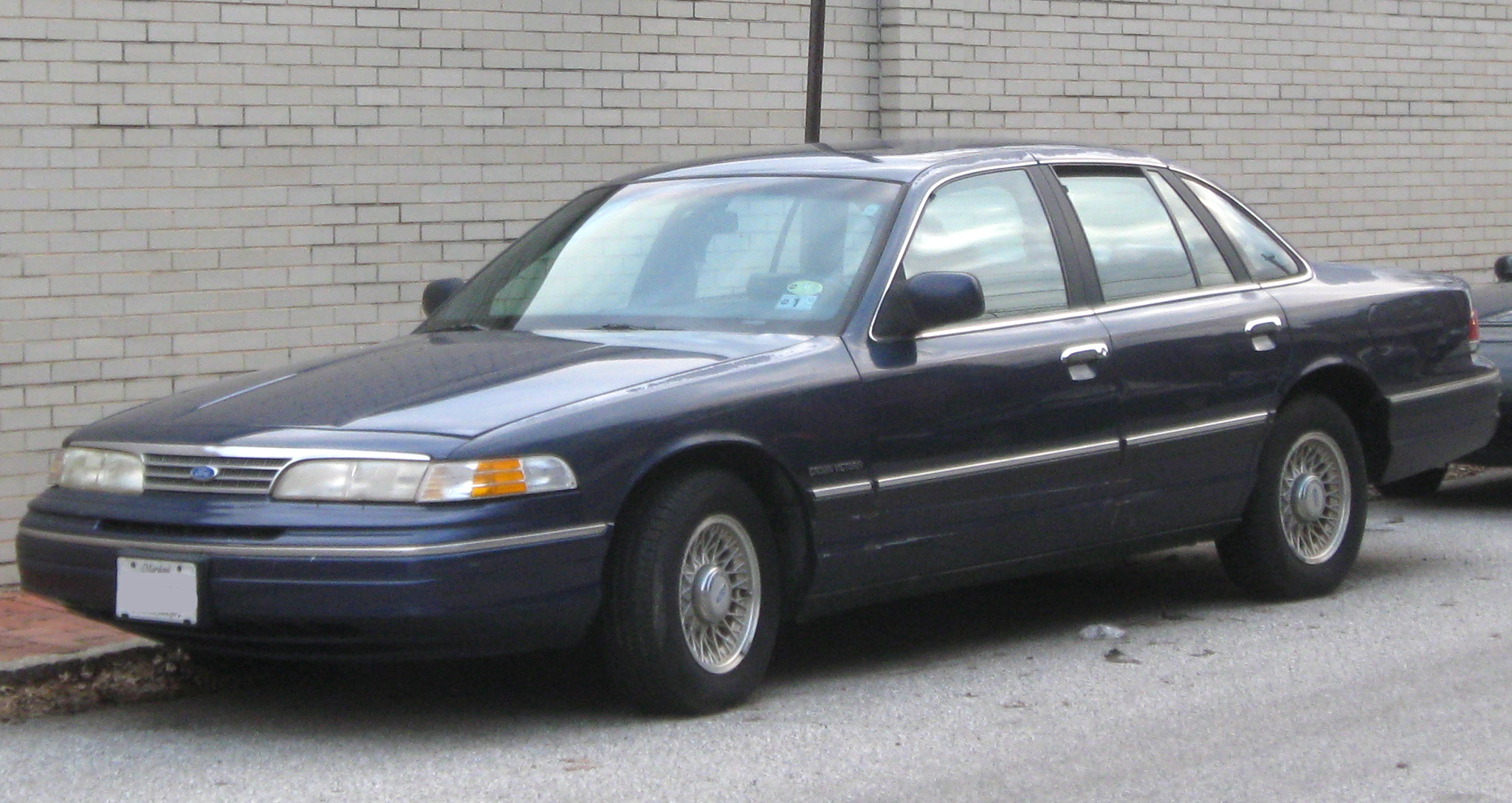
포드 크라운 빅토리아(중기형) 정측면
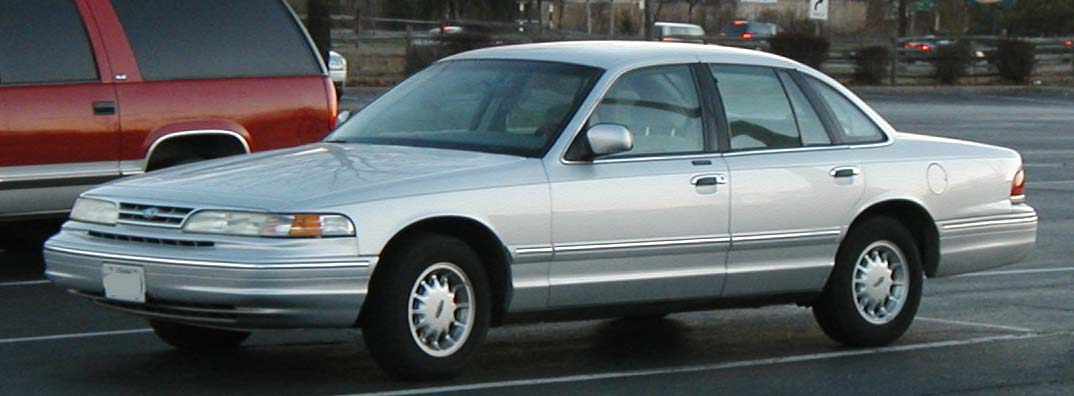
포드 크라운 빅토리아(후기형) 정측면

## 2세대 (1998~2011)

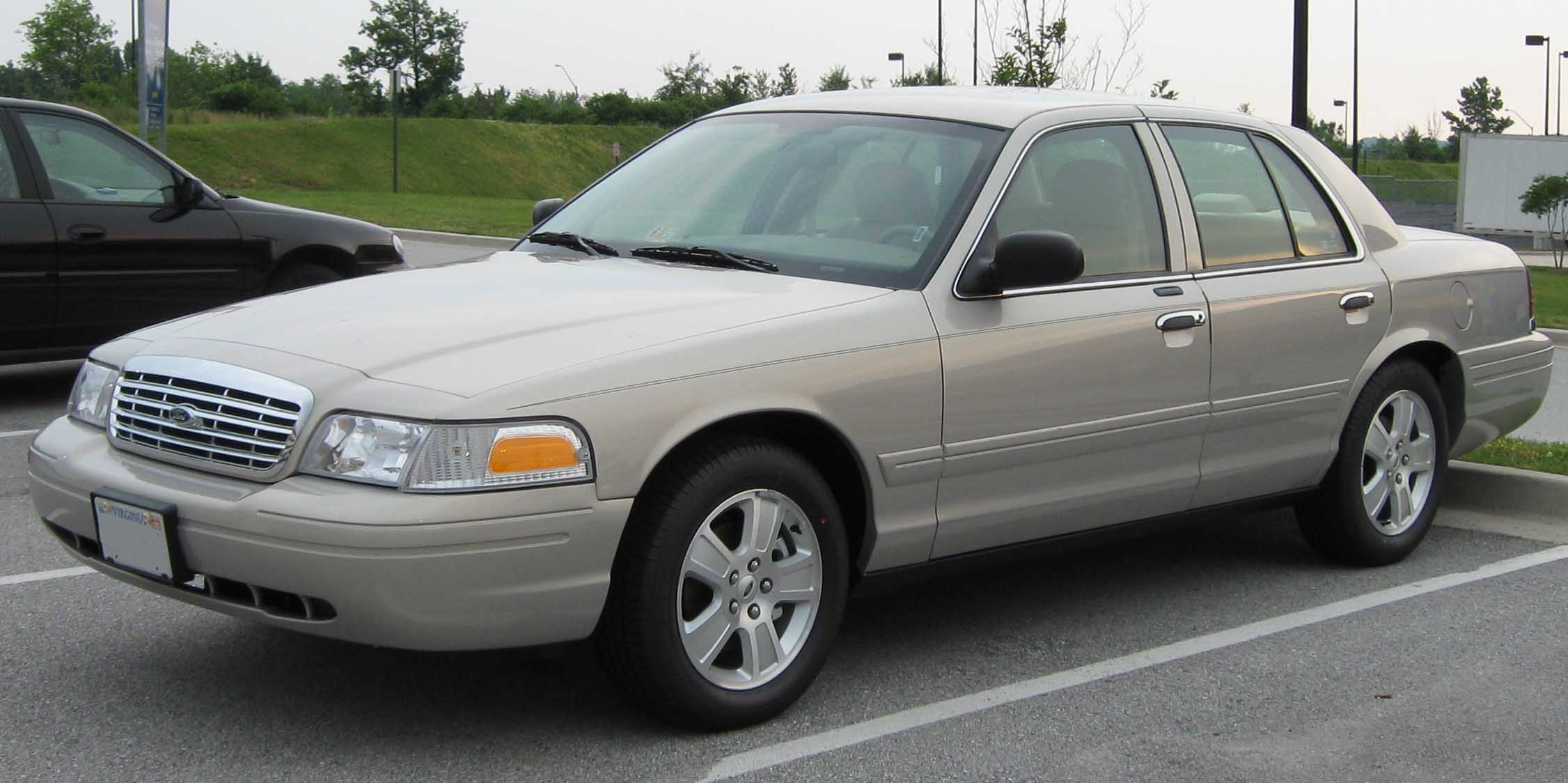
포드 크라운 빅토리아 정측면

1997년 11월에 출시되었다. 2007년에 판매 부진으로 토러스에 통합되는 형식으로 민수용이 먼저 단종되었고, 같은 해에는 생산지를 캐나다에 있는 세인트 토마스 공장으로 옮겼다. 민수용의 판매 중지 이후 한동안 연장 생산되었던 집행 기관 및 영업용, 중동 수출용도 2011년 9월 15일에 단종되었다. 마지막으로 생산되어 출고된 크라운 빅은 사우디아라비아로 수출됐다. 단종과 함께 세인트 토마스 공장도 폐쇄됐으며, 팬서 플랫폼도 막을 내렸다. 사실상의 후속 차종은 2010년에 출시된 6세대 토러스다.